# Josef Eiselt
Josef Eiselt (* 3. Mai 1912 in Wien; † 25. Juli 2001 ebenda) war ein österreichischer Zoologe. Er befasste sich mit systematischer Zoologie, der Herpetologie und der Crustaceologie.

## Leben
Nach seinem Schulabschluss wollte Eiselt ursprünglich Gastwirt werden, er entschied sich jedoch für eine akademische Karriere und studierte ab 1933 Naturwissenschaften und Physik an der Universität Wien. Anschließend arbeitete er am zoologischen Institut der Universität Wien. 1939 wurde er unter der Leitung von Jan Versluys mit einer Dissertation über die vergleichende Anatomie des Mittelohrs bei Fröschen und Kröten zum Doktor der Philosophie promoviert. Während seines Studiums arbeitete er als Freiwilliger unter Otto Wettstein an der herpetologischen Abteilung des Naturhistorischen Museums Wien. Wettstein war auch Direktor des zoologischen Instituts und Eiselt arbeitete dort nach seiner Promotion als Assistent, bis er in die Wehrmacht eingezogen wurde. Nach Ende des Zweiten Weltkriegs war Eiselt bis zum Herbst 1945 in britischer Kriegsgefangenschaft. Von 1949 bis 1951 war er Schullehrer. Daneben half er beim Wiederaufbau des zoologischen Instituts. Im September 1952 wurde Eiselt Kurator an der herpetologischen Abteilung des Naturhistorischen Museums Wien. Die herpetologische Sammlung, die über 100.000 Präparate umfasst, war während des Krieges in Sicherheit gebracht worden. Unter der Leitung von Eiselt wurde der Umzug der Alkoholpräparate und der 3000 Skelette in die neuen Räume vollzogen. 1972 übernahm er die Leitung der Abteilung für Wirbeltiere und 1977 ging er in den Ruhestand.
1979 wurde die Societas Europaea Herpetologica gegründet und Eiselt zum ersten Präsidenten gewählt. Dieses Amt hatte er bis 1985 inne. Vor und kurz nach dem Krieg beschränkte sich Eiselt auf Feldexkursionen im Mittelmeerraum. Von 1962 bis 1977 waren das nordöstliche Afrika und vor allem Südwestasien sein Hauptstudiengebiet. Er reiste nach Nubien (zwischen Assuan in Ägypten und Wadi Halfa im Norden Sudans), in die Türkei, in den Irak, den Iran und nach Afghanistan. Während seines Ruhestandes besuchte erneut die Türkei, wohin er insgesamt 15 Exkursionen machte. Im Alter von 81 Jahren machte er seine letzte Reise in den Jemen. Seine Forschungsinteressen befassten sich anfänglich mit dem vorhandenen Museumsmaterial, insbesondere mit Salamandern, Echsen und der österreichischen Herpetofauna. Nach der Nubien-Expedition legte er den Schwerpunkt auf die Systematik und Verbreitung der Amphibien und Reptilien Südwestasiens, insbesondere der Türkei und Transkaukasiens, wo er vor allem die Eidechsen der Gattung Lacerta studierte. Bei seinen Reisen wurde Eiselt oft vom deutschen Herpetologen Josef Friedrich Schmidtler und von der Wiener Fotografin Inge Adametz begleitet. Nach Schmidtler und dessen Vater Josef Johann Schmidler benannte Eiselt im Jahr 1979 die Unterart Apathya cappadocica schmidtlerorum der Kappadokischen Eidechse. Zwischen 1940 und 1996 veröffentlichte Eiselt 45 herpetologische Schriften, darunter die Erstbeschreibungen zu Bufotes oblongus, Bufotes zugmayeri, Anatololacerta budaki, Darevskia bendimahiensis, Darevskia steineri, Eirenis hakkariensis und Eirenis rechingeri. Zu seinen bekanntesten Beschreibungen zählen die vom Aussterben bedrohte Anatolische Wiesenotter (Vipera anatolica) und Iranodon persicus, die erste Winkelzahnmolchart, die im Iran nachgewiesen wurde. Neben seiner herpetologischen Arbeit widmete sich Eiselt den Ruderfußkrebsen.

## Dedikationsnamen
Nach Josef Eiselt sind die Arten und Unterarten Atretochoana eiselti, Gephyromantis eiselti, Podarcis tiliguerta eiselti, Dolichophis caspius eiselti, Emys orbicularis eiselti, Ablepharus chernovi eiselti, Calamaria eiselti, Eirenis eiselti und Pseudorabdion eiselti benannt.